# Ellen Johnson Sirleaf
Ellen Johnson Sirleaf (Monrovia, 29 oktober 1938) is een Liberiaanse politica, die tussen 2006 en 2018 de eerste vrouwelijke president was van Liberia. Ze is tevens de eerste vrouw in de geschiedenis die verkozen werd tot staatshoofd van een Afrikaans land. In 2011 werd ze samen met Leymah Gbowee en Tawakkul Karman onderscheiden met de Nobelprijs voor de Vrede.
Johnson Sirleaf werd bij de Liberiaanse presidentsverkiezingen van 2005 verkozen tot president, ten koste van haar opponent George Weah. In 1997 verloor zij nog de verkiezingen van Charles Taylor.
Sirleaf studeerde van 1964 tot 1971 accountancy en economie in de Verenigde Staten. Sinds 1972 vervulde zij al verschillende ambten voor haar land en voor de Verenigde Naties.

## Familieachtergrond
Ellen Johnson werd geboren in Monrovia, de hoofdstad van Liberia in een familie van Americo-Liberians (voormalige Afrikaanse slaven uit Amerika, die bij terugkomst in Liberia zelf de lokale mensen tot slaven maakten). Ellen Johnson Sirleaf ontkent echter dat zij tot de elite behoorde: ‘Als zo’n klasse zou bestaan, is hij de laatste jaren vervaagd door huwelijken en sociale integratie'.
Haar etnische achtergrond is ½ Gola van de kant van haar vader en ¼ Duits (grootvader) en ¼ Kru (grootmoeder) van moederskant.

## Opleiding
Van 1948 tot 1955 studeerde Ellen Johnson boekhoudkunde en economie in het College of West Africa in Monrovia. Ze trouwde op haar 17e met James Sirleaf en reisde in 1961 naar de Verenigde Staten waar ze haar diploma haalde aan de Universiteit van Colorado. Van 1969 tot 1971 studeerde ze verder aan Harvard, waar ze haar masterdiploma Public Administration behaalde. Toen keerde ze terug naar Liberia en begon met werken voor William Tolberts overheid.

## Start politieke loopbaan
Sirleaf was assistent-minister van financiën (1972-73) onder het bewind van William Tolbert en minister van financiën (1980-85) tijdens Samuel Does militaire regime. Ze had aanvaringen met beide staatshoofden: tijdens Does bewind belandde ze tweemaal in de gevangenis en ontsnapte ze maar net aan de doodstraf. Tijdens de nationale verkiezingen van 1985 bekritiseerde ze openlijk de regering en werd veroordeeld tot tien jaar gevangenisstraf.
Na korte tijd werd ze vrijgelaten en vluchtte ze naar Kenia. De volgende twaalf jaar leefde en werkte ze in Kenia en de Verenigde Staten waar ze een invloedrijk econoom werd bij de Wereldbank, Citibank en andere financiële instituties. Van 1992 tot 1997 was ze directeur van het departement "Afrika" voor het VN-Ontwikkelingsprogramma.

## Vervolg politieke loopbaan
Tijdens haar ballingschap was Liberia verwikkeld in een constante burgeroorlog. President Samuel Doe werd vermoord en verschillende rebellengroepen vochten voor controle over het land. De belangrijkste werd geleid door Charles Taylor.
In het begin steunde Sirleaf Taylors rebellengroep door hem te helpen fondsen te werven.
Later echter keerde ze zich tegen hem. In 1996 maakten Afrikaanse vredesmilitairen een einde aan de oorlog en Sirleaf keerde terug naar Liberia om campagne te voeren tegen Taylor voor de presidentsverkiezingen. Ze eindigde als tweede en moest wederom in ballingschap gaan toen ze werd aangeklaagd voor verraad.
In 1999 was Liberia weer verwikkeld in een burgeroorlog en waren er aantijgingen dat Taylor zich inliet met wapenhandel en dat hij betrokken was bij de oorlog in buurland Sierra Leone. Hij werd aangeklaagd voor oorlogsmisdaden door de Verenigde Naties en in 2003 bezweek hij onder de druk en vluchtte naar Nigeria. Hierna keerde Sirleaf terug om de ‘Commission on Good Governance’ te leiden, die de voorbereidingen voor democratische verkiezingen in de gaten hield.
In 2005 stelde ze zich weer verkiesbaar als president met als belangrijkste campagnepunten: het eindigen van conflict en corruptie, eenheid creëren en het herstellen van de infrastructuur. Haar rivaal was de bekende ex-voetballer George Weah van wie ze met 59% van de stemmen won. Op 23 november 2005 werd bekendgemaakt dat ze de verkiezingen had gewonnen en ze werd op 16 januari geïnaugureerd als president van Liberia en Afrika’s eerste vrouwelijke staatshoofd.
Sirleafs uitdagingen waren immens. Liberia's publieke voorzieningen waren minimaal, de wegen, scholen en medische voorzieningen functioneerden nauwelijks en er was veel wantrouwen onder de bevolking als gevolg van de burgeroorlogen. Ellen Johnson Sirleaf investeerde veel in onderwijs, onder andere omdat ze het als een manier zag om normen en waarden over te brengen. Op de vraag of er nog oorlog zou zijn als alle wereldleiders vrouwen waren, zei ze: 'Nee, het zou een betere, veiligere en meer productieve wereld zijn. Een vrouw zou een extra dimensie aan die taak geven, namelijk een gevoeligheid voor de mensheid. Dat komt vanwege het moeder zijn.' In maart 2012 werd Ellen Johnson Sirleaf door een journaliste van The Guardian aangesproken op haar weigering de strafbaarheid van homoseksuele handelingen op te heffen. Actieve homoseksuelen kunnen in Liberia met één jaar gevangenisstraf worden bestraft, maar volgens Sirleaf is de wet niet recent toegepast. Dat in Liberia homoseksuelen vervolgd kunnen worden is volgens de Nobelprijswinnares een traditionele opvatting die het verdient om in stand te worden gehouden.
Na een presidentschap van twaalf jaar werd ze in januari 2018 opgevolgd door George Weah.

## Onderscheidingen
1988: Four Freedoms Award voor de vrijheid van meningsuiting
2011: Nobelprijs voor de Vrede, samen met Leymah Gbowee en Tawakkul Karman voor hun geweldloze inzet ten behoeve van de rechten en veiligheid van vrouwen om volwaardig mee te doen in het bereiken van vrede.
2012: eredoctoraat van de Universiteit van Tilburg.